# Рене Ґі Каду

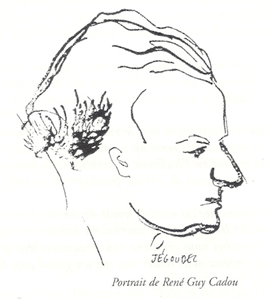
Портрет Жана Жегудеса

Рене-Ґі Каду (нар. 15 лютого 1920, Сент-Рейн-де-Бретань — пом. 20 березня 1951, Луїфер) — французький поет.

## Біографія
Рене Ґі Каду виріс у сільській місцевості як дитина вчителів початкової школи, переїхав з батьками до Сен-Назера у віці 7 років, до Нанта у віці 10 років і втратив матір у віці 12 років. Через листування з П'єром Реверді, потім з Максом Жакобом він прийшов у 1937 році до написання віршів.
Він став учителем початкових класів у Клісоні та Луїфері та належав до групи поетів Рошфорська школа (у Рошфор-сюр-Луар) навколо Люка Берімона, Жана Бує, Жана Жегудеса та Марселя Белу. З 1941 по 1951 рік він публікував поезію, яка з 1975 року привернула значну увагу в літературознавчих дослідженнях. Його вдова, поетеса Елен Каду (1922—2014), яка виступала за те, щоб його твори стали відомими після його ранньої смерті від раку, значною мірою сприяла популяризації його творчості. Мішель П. Шмітт називав його поезію «надлишково романтичною».

## Твори

### Поезії
- Poésie la vie entière. Oeuvres poetiques complètes . Зегерс, Париж 1961, 1973, 1977, 1991, 2001. (Передмова Мішеля Манолла)

### Проза
- Гійом Аполлінер або художник з Меца . S. Chiffoleau, Нант 1948.
- La maison d'été . Роман. 1955, 1990, 1994, 2005 роки. (Передмова Мішеля Манолла. Післямова Алена Жермена)
- Monts et merveilles. Nouvelles fraîches . Éditions du Rocher, Монако, 1997. (Передмова Філіпа Делерма)